# 2-е Вигорне
2-е Вигорне (рос. 2-е Выгорное) — село в Тимському районі Курської області Російської Федерації.
Населення становить 501 особу. Входить до складу муніципального утворення Вигорновська сільрада.

## Історія
Населений пункт розташований на території українського етнічного та культурного краю Східна Слобожанщина.
Від 2004 року входить до складу муніципального утворення Вигорновська сільрада.

## Населення
| 2002 | 2010 |
| ---- | ---- |
| 604  | ↘501 |